# Рачадамнерн
Стадион Рачадамнерн (тайск. สนามมวยราชดำเนิน) — один из двух (наряду с Лумпхини) наиболее значимых стадионов Таиланда, где проводятся бои по правилам тайского бокса. Стадион (как и иные стадионы в Таиланде) является одновременно спортивной организацией, имеет свои рейтинги и официальных чемпионов. На стадионе проводятся бои в 13 весовых категориях. Титул чемпиона стадиона Рачадамнерн считается одним из наиболее престижных в тайском боксе не только в Таиланде, но и в мире.

## История стадиона
Строительство сооружения началось в 1941 году по распоряжению премьер министра. Маршал Пибульсокрам выбрал местом для нового стадиона улицу Рачадамнерн. Она является одной из центральных Бангкоке. Вокруг стадиона расположено множество государственных учреждений, а через дорогу здание Организации объединенных наций. Стоимость сооружения оценивалась в 260 000 тысяч бат, что на тот момент было эквивалентно 5000 американских долларов. Из-за начала войны строительство было заморожено до 1945 года. После её окончания на строительство ушло всего четыре месяца. Проектированием сооружения занималось итальянское бюро All ‘Estero-Oriente. Вначале стадион не имел крыши и напоминал римский колизей. Её достроили только в 1951. Билеты на первые бои стоили от 70 до 300 бат. Современный облик Рачадамненрна практически не изменился.

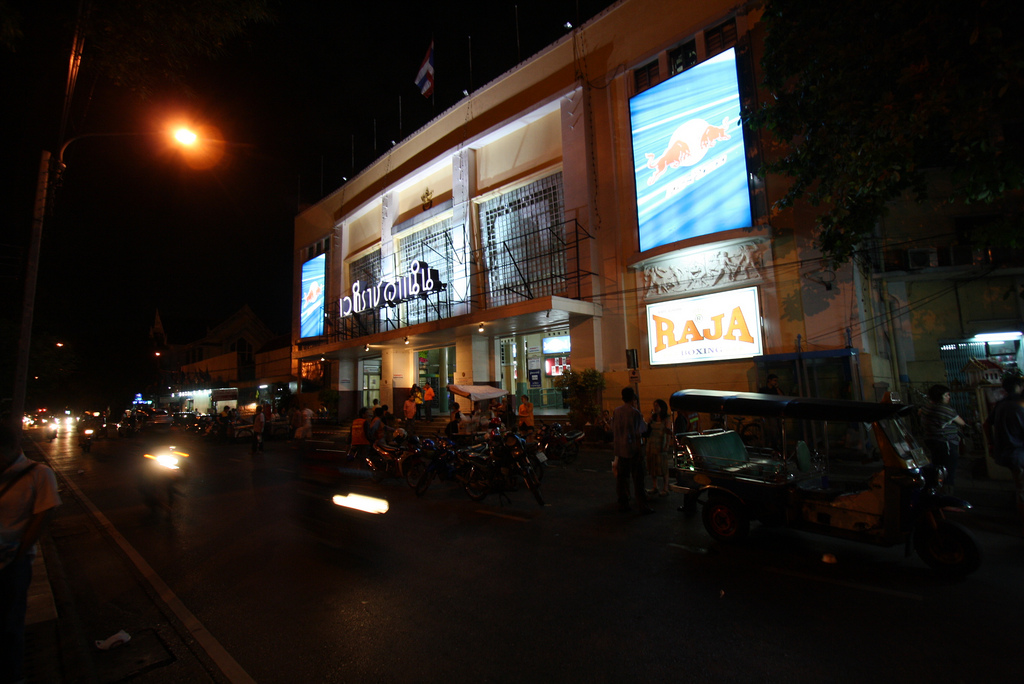
Вид стадиона

Первый бой на новой арене прошёл 23 декабря 1945 года. Начальные 7 лет своего существования Рачадамнерн находился под управлением представителя королевской семьи и терпел убытки. После этого управляющий на тот момент сооружением Чалерм Чаосакул попросил отдать его в ведение частной компании, которая и по сей день является его владельцем.
В 1969 году американский боксер итальянского происхождения Рокки Марчиано судил бой на стадионе. В 2017 году на стадионе прошёл исторический бой, в котором впервые принял участие боец трансгендер.

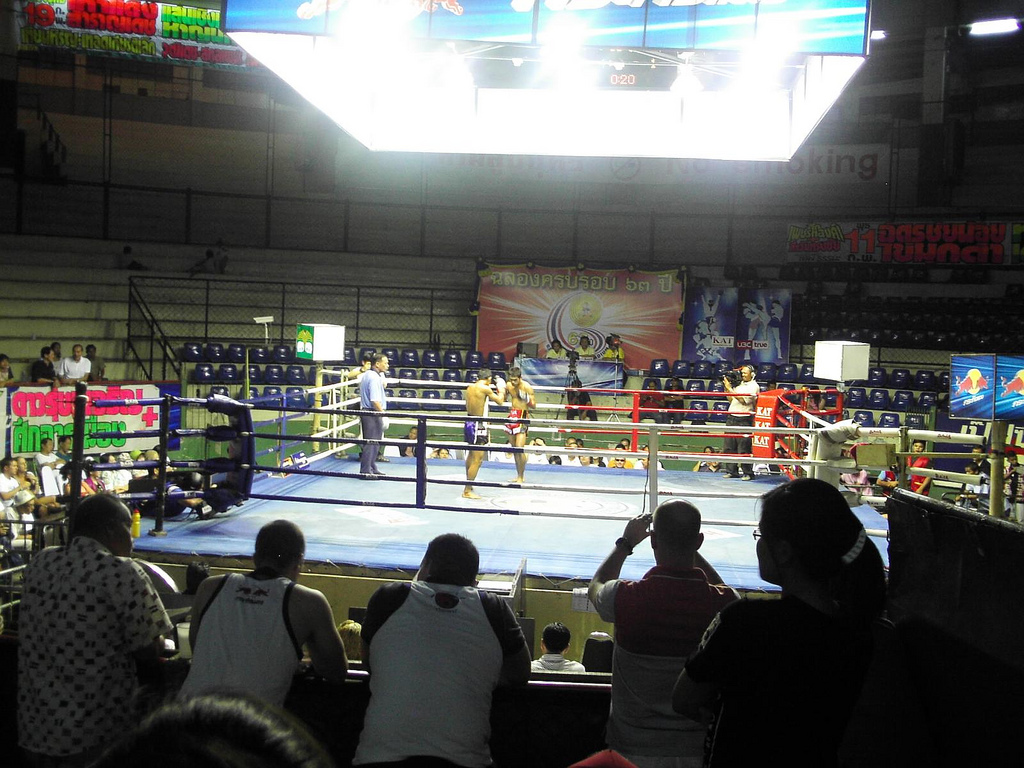
Ринг стадиона Рачадамнерм

Правила и стандарты Рачадамнерна стали эталонными для тайского бокса по всей стране. За их сохранением следил Аршан Чума Чаксуракша, умерший в 1982 году.
Бои на арене проходят по понедельникам, средам, четвергам и воскресеньям. Средняя заполняемость стадиона — 2000 человек на каждом мероприятии. Трансляции ведет телеканал Chanel 3. Цена входа для иностранцев около 2000 бат. Для тайцев — от 500 до 1000.

## Чемпионы стадиона Рачадамнерн

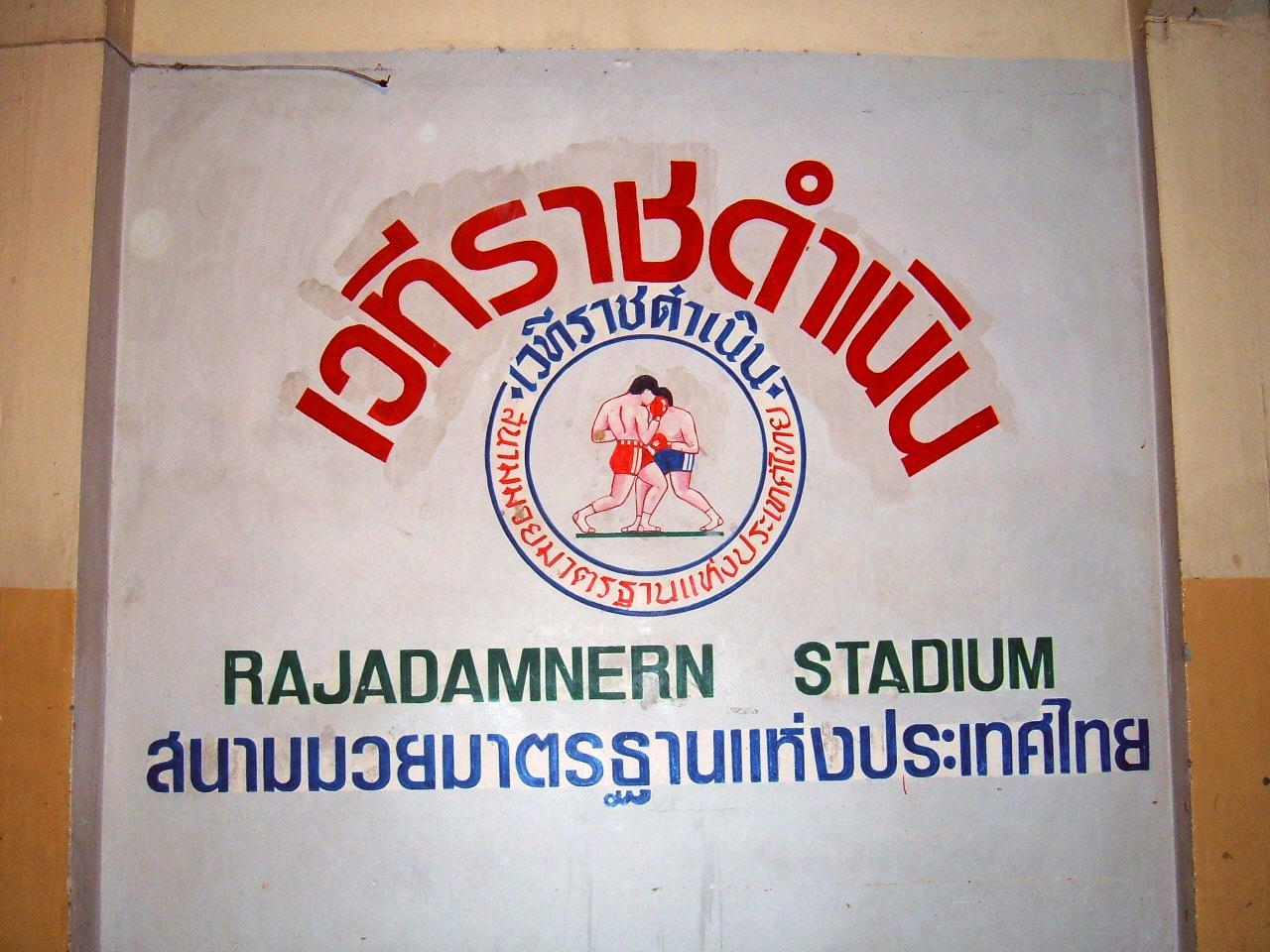
Логотип стадиона

| Вес       | Имя спортсмена                |
| --------- | ----------------------------- |
| 47,627 кг | Пхет Лукмакхамван             |
| 48,988 кг | Сэнгмани Со. Тхианпхо         |
| 50,802 кг | Пхрачангтхай По. Пхечнамтхонг |
| 52,163 кг | вакантно                      |
| 53,525 кг | Сингдам Во. Рунгниран         |
| 55,225 кг | Кхаймукдам Экбангтхай         |
| 57,153 кг | Сиримонгкхон П. К. Муайтай    |
| 58,967 кг | вакантно                      |
| 61,235 кг | вакантно                      |
| 63,503 кг | Хироки Иси                    |
| 66,678 кг | Нампхон П. К. Стерио          |
| 69,85 кг  | Кханонгсык Чуватхана          |
| 72,574 кг | Ламсонгкхрам Чуватхана        |